# Charles Journet
Charles Journet (Ginebra, 26 de enero de 1891-Friburgo, 15 de abril de 1975), fue un teólogo suizo muy respetado que fue elevado a cardenal en 1965.

## Biografía

### Infancia y formación sacerdotal[1]
Sus padres regentaban una lechería, en la que él ayudaba. Bautizado en la Iglesia del Sagrado Corazón de Ginebra, en la misma en la que estaría como sacerdote, desde 1924. Esa iglesia había sido construida por los files católicos a Roma sobre un templo masónico. El gobierno había creado una iglesia nacional católica con sacerdotes casados, y había incautado las iglesias católicas.
Recibió una educación en francés y alemán, cuyas lenguas dominaba. Fue autodidacta. Al acabar el primer ciclo de educación obligatoria, trabajó en un banco. En 1907 murieron en poco tiempo, su padre y su única hermana. Se planteó ser cartujo, pero finalmente se decidió por ingresar en el seminario diocesano. Tras concluir el bachillerato, entró en el seminario a los 22 años, en 1913.
Una de las lecturas que más le influyeron durante su estancia en el seminario fue el Diálogo de Santa Catalina de Siena. 

### Ordenación sacerdotal yNova et Vetera
El 15 de julio de 1917 fue ordenado sacerdote, ejerciendo durante algunos años el ministerio sacerdotal en Carouge, cerca de Ginebra, en Friburgo, y en la propia Ginebra, destacándose en el apostolado con jóvenes universitarios, obreros y miembros de Acción Católica. En 1919 falleció su madre, no le quedaba más familia, y pensó en hacerse dominico, ya que estaba muy interesado en la teología de santo Tomás. 
En 1924 conoce a Maritain, y es nombrado profesor de Teología dogmática en el seminario de Friburgo, cargo que desempeña hasta 1970. Su amistad con Maritain se prolongarán a lo largo del tiempo. Fruto de esa amistad es la abundante correspondencia entre ambos, que se publicó en seis volúmenes en las obras completas de Journet.
En 1926, junto con Francois Charriére, profesor también del seminario y después obispo de la diócesis, funda la revista Nova et Vetera, que dirigirá hasta su muerte.
Enseñó durante cincuenta y seis años en el Grande Seminaire de Friburgo. Durante ese tiempo cofundó la revista Nova et Vetera, fue amigo personal de Jacques Maritain y saltó a la fama como teólogo de la Iglesia. En 1965, en reconocimiento a sus logros teológicos, el papa Pablo VI lo nombró cardenal.

### Su legado
Entre sus grandes contribuciones a la teología católica se encuentra su gran obra, en dos volúmenes, de eclesiología La Iglesia del Verbo Encarnado (L'Eglise du Verbe Incarné), en la que examinó la naturaleza y el significado de la Iglesia de acuerdo a las categorías de causalidad aristotélica: material, formal, eficiente y final.
Participó en el Concilio Vaticano II y algunas de sus intervenciones fueron esenciales, especialmente en el tema de la libertad religiosa, la indisolubilidad del matrimonio o en el desarrollo de la Constitución Gaudium et Spes. Participó también en la revisión del Catecismo holandés.
Fue nombrado doctor honoris causa por las Universidades de Friburgo y de Santo Tomás, de Roma.
Dejó un grupo de admiradores que formaron la Fundación Charles Journet, dedicada a la edición de sus obras y a la promoción de su pensamiento. Entre sus discípulos destacan: el cardenal Georges Cottier, que le sucedió en la dirección de la revista Nova et Vetera; Guy Boissard, su principal biógrafo, y Pierre Émonet, que compuso un retrato interior.
Falleció como consecuencia de un resbalón por una placa de hielo, cuando se disponía a llevar los originales de la revista Nova et Vetera a la imprenta. En una breve nota que dejó a modo de testamento, declaró su amor a la Iglesia. Fue enterrado en la Cartuja de Valsainte, donde había pensado entrar cuando era joven, y a donde le gustaba retirarse cuando sus obligaciones se lo permitían.
Se está preparando su proceso de beatificación.

## Obras
Desde 1998 está en curso la edición de sus obras completas. La Correspondencia Journet-Maritain se publicó en seis volúmenes. Algunas otras obras son:
- Breve Catecismo sobre la Iglesia
- Teología de la Iglesia
- La unión de las Iglesias
- La voluntad salvifica de Dios sobre los niños
- El Primado de Pedro en la concepción católica y en la protestante
- Introducción a la Teología
- El dogma, fundamento de la Fe
- El mal
- Conocimiento y desconocimiento de Dios
- Sobre el origen del mundo
- De la Biblia católica a la Biblia protestante

- Charles Journet (1979). Charlas acerca de la gracia. Ediciones Rialp. ISBN 9788432119958. (enlace roto disponible en Internet Archive; véase el historial, la primera versión y la última).
- Charles Journet (2014). La Eucaristía: Ternura del amor de Dios. Obra Nacional de la Buena Prensa. ISBN 9786078293667.
- Charles Journet (2011). What Is Dogma?. Ignatius Press. ISBN 9781586172466.
- Charles Journet (2004). The Theology of the Church. Ignatius Press. ISBN 9780898708882.
- Charles Journet (1968). Le mariage indissoluble. Editions Saint-Augustin.
- Charles Journet (1996). "Notre Père qui es aux cieux": retraite doctrinale. Editions Saint-Augustin. ISBN 9782880110499.
- Charles Journet, Jacques Maritain (1997). Journet Maritain correspondance: 1930-1939. Editions Saint-Paul. ISBN 9782827107650.
- Charles Journet, Jacques Maritain (1998). Journet Maritain correspondance: 1940-1949. Editions Saint-Augustin. ISBN 9782880111373.
- Charles Journet, Jacques Maritain (2008). Journet Maritain correspondance: 1965-1973. Editions Saint-Augustin. ISBN 9782880114145.
- Charles Journet (1980). Der heilige Nikolaus von Flüe. Saint-Paul. ISBN 9783722801360.